# Muamer Svraka
Muamer Svraka (Sarajevo, 14 februari 1988) is een Bosnisch voormalig voetballer die doorgaans speelde als middenvelder. Tussen 2008 en 2023 was hij actief voor Željezničar, Travnik, Paykan, Istra 1961, Semen Padang, Olimpik Sarajevo, Rudeš, Levadia Tallinn, Birkirkara, Triglav, KF Gjilani, FK Krupa, FK Zvijezda 09 en FK Famos. Svraka maakte in 2012 zijn debuut in het Bosnisch voetbalelftal en kwam uiteindelijk tot vijf interlandoptredens.

## Clubcarrière
Svraka begon zijn carrière in de jeugdopleiding van Željezničar, totdat hij in de zomer van 2008 op twintigjarige leeftijd werd gepromoveerd naar het eerste elftal. Hij debuteerde op 30 augustus, toen er met 2–2 gelijk werd gespeeld in het thuisduel met Zvijezda Gradačac. In zijn eerste halve jaar bij de club was hij reservespeler en kwam hij weinig in actie, maar na zijn terugkeer van een verhuurperiode bij Travnik werd hij een meer regulier onderdeel van de eerste selectie en kreeg hij vanaf het seizoen 2009/10 een basisplaats toebedeeld. In 2014 vertrok hij naar Paykan in Iran. De Bosniër tekende in 2015 een contract bij het Kroatische Istra 1961. Na een jaar maakte hij de overstap naar Semen Padang. Na een halfjaar keerde Svraka terug naar Bosnië, waar hij tekende voor Olimpik Sarajevo. In de zomer van 2017 verliep zijn verbintenis en hierop verliet hij de club om te tekenen voor Rudeš. In januari 2018 verkaste hij naar Levadia Tallinn. Een jaar later werd Birkirkara zijn nieuwe club. Hij werd transfervrij overgenomen en tekende voor een halfjaar. De Maltese club verhuurde hem direct aan Triglav. Via korte periodes bij KF Gjilani, FK Krupa en FK Zvijezda 09 kwam hij medio 2022 terecht bij FK Famos.

## Interlandcarrière
Svraka debuteerde in het Bosnisch voetbalelftal op 31 mei 2012. Op die dag werd een vriendschappelijke wedstrijd tegen Mexico met 2–1 verloren. De middenvelder begon op de bank en viel in de tweede helft in voor Vedad Ibišević. Zijn eerste doelpunt maakte hij op 14 november van datzelfde jaar, toen er met 0–1 gewonnen werd van Algerije.
| Interlands van Muamer Svraka voor Bosnië en Herzegovina | Interlands van Muamer Svraka voor Bosnië en Herzegovina | Interlands van Muamer Svraka voor Bosnië en Herzegovina | Interlands van Muamer Svraka voor Bosnië en Herzegovina | Interlands van Muamer Svraka voor Bosnië en Herzegovina | Interlands van Muamer Svraka voor Bosnië en Herzegovina | Interlands van Muamer Svraka voor Bosnië en Herzegovina |
| №                                                       | Datum                                                   | Wedstrijd                                               | Uitslag                                                 | Competitie                                              | Goals                                                   |                                                         |
| Als speler bij Željezničar                              | Als speler bij Željezničar                              | Als speler bij Željezničar                              | Als speler bij Željezničar                              | Als speler bij Željezničar                              | Als speler bij Željezničar                              | Als speler bij Željezničar                              |
| ------------------------------------------------------- | ------------------------------------------------------- | ------------------------------------------------------- | ------------------------------------------------------- | ------------------------------------------------------- | ------------------------------------------------------- | ------------------------------------------------------- |
| 1                                                       | 31 mei 2012                                             | Mexico – Bosnië en Herzegovina                          | 2 – 1                                                   | Vriendschappelijk                                       |                                                         |                                                         |
| 2                                                       | 15 augustus 2012                                        | Wales – Bosnië en Herzegovina                           | 0 – 2                                                   | Vriendschappelijk                                       |                                                         |                                                         |
| 3                                                       | 7 september 2012                                        | Liechtenstein – Bosnië en Herzegovina                   | 1 – 8                                                   | WK 2014 kwalificatie                                    |                                                         |                                                         |
| 4                                                       | 14 november 2012                                        | Algerije – Bosnië en Herzegovina                        | 0 – 1                                                   | Vriendschappelijk                                       | 90+3'                                                   |                                                         |
| 5                                                       | 6 februari 2013                                         | Slovenië – Bosnië en Herzegovina                        | 0 – 3                                                   | Vriendschappelijk                                       | 80'                                                     |                                                         |